# Code wabun
Le code wabun (和文モールス符号, wabun mōrusu fugō, texte japonais en code morse), ou encore kana code en anglais, est une variété de l'alphabet morse utilisé pour transmettre du texte japonais.

## Le code
Les combinaisons de signaux du wabun représentent des kanas japonais, là où elles représentent des lettres de l'alphabet latin dans l'alphabet morse international.
Les messages peuvent mélanger du japonais et des caractères latins. La partie en wabun est alors précédée de DO/ (-••---) tandis que celle en alphabet international est précédée de SN/ (•••-•).
Le 2 décembre 1941, l'attaque imminente contre Pearl Harbor fut ordonnée à l'escadre de l'amiral Nagumo par une transmission en wabun du mot d'ordre « Escaladez le mont Niitaka. » (「新高山のぼれ。」, Niitaka-yama nobore.) (-•-••--••-•• •---••- ••---•• ••--- •-•-••).

## Les kanas et autres symboles
| More | Code  | More  | Code  | More   | Code  | More   | Code  | More  | Code | More  | Code  | More  | Code  | More  | Code  | More  | Code  | More  | Code  | Control           | Code   |
| ---- | ----- | ----- | ----- | ------ | ----- | ------ | ----- | ----- | ---- | ----- | ----- | ----- | ----- | ----- | ----- | ----- | ----- | ----- | ----- | ----------------- | ------ |
| a ア | --•-- | ka カ | •-••  | sa サ  | -•-•- | ta タ  | -•    | na ナ | •-•  | ha ハ | -•••  | ma マ | -••-  | ya ヤ | •--   | ra ラ | •••   | wa ワ | -•-   | Dakuten ゛        | ••     |
| i イ | •-    | ki キ | -•-•• | shi シ | --•-• | chi チ | ••-•  | ni ニ | -•-• | hi ヒ | --••- | mi ミ | ••-•- |       |       | ri リ | --•   |       |       | Handakuten ゜     | ••--•  |
| u ウ | ••-   | ku ク | •••-  | su ス  | ---•- | tsu ツ | •--•  | nu ヌ | •••• | fu フ | --••  | mu ム | -     | yu ユ | -••-- | ru ル | -•--• | n ン  | •-•-• | Voyelle longue ー | •--•-  |
| e エ | -•--- | ke ケ | -•--  | se セ  | •---• | te テ  | •-•-- | ne ネ | --•- | he ヘ | •     | me メ | -•••- |       |       | re レ | ---   |       |       | Virgule ､         | •-•-•- |
| o オ | •-••• | ko コ | ----  | so ソ  | ---•  | to ト  | ••-•• | no ノ | ••-- | ho ホ | -••   | mo モ | -••-• | yo ヨ | --    | ro ロ | •-•-  | wo ヲ | •---  | Point ｡           | •-•-•• |

## Katakana
|       | Monographs (gojūon)                 | Monographs (gojūon)                 | Monographs (gojūon)                 | Monographs (gojūon)                 | Monographs (gojūon)                 | Digraphs (yōon)                                 | Digraphs (yōon)                                 | Digraphs (yōon)                                 |
| a     | i                                   | u                                   | e                                   | o                                   | ya                                  | yu                                              | yo                                              |                                                 |
| ----- | ----------------------------------- | ----------------------------------- | ----------------------------------- | ----------------------------------- | ----------------------------------- | ----------------------------------------------- | ----------------------------------------------- | ----------------------------------------------- |
| ∅     | ア a --•--                          | イ i •-                             | ウ u ••-                            | エ e -•---                          | オ o •-•••                          |                                                 |                                                 |                                                 |
| K     | カ ka •-••                          | キ ki -•-••                         | ク ku •••-                          | ケ ke -•--                          | コ ko ----                          | キャ kya -•-•• •--                              | キュ kyu -•-•• -••--                            | キョ kyo -•-•• --                               |
| S     | サ sa -•-•-                         | シ shi --•-•                        | ス su ---•-                         | セ se •---•                         | ソ so ---•                          | シャ sha --•-• •--                              | シュ shu --•-• -••--                            | ショ sho --•-• --                               |
| T     | タ ta -•                            | チ chi ••-•                         | ツ tsu •--•                         | テ te •-•--                         | ト to ••-••                         | チャ cha ••-• •--                               | チュ chu ••-• -••--                             | チョ cho ••-• --                                |
| N     | ナ na •-•                           | ニ ni -•-•                          | ヌ nu ••••                          | ネ ne --•-                          | ノ no ••--                          | ニャ nya -•-• •--                               | ニュ nyu -•-• -••--                             | ニョ nyo -•-• --                                |
| H     | ハ ha -•••                          | ヒ hi --••-                         | フ fu --••                          | ヘ he •                             | ホ ho -••                           | ヒャ hya --••- •--                              | ヒュ hyu --••- -••--                            | ヒョ hyo --••- --                               |
| M     | マ ma -••-                          | ミ mi ••-•-                         | ム mu -                             | メ me -•••-                         | モ mo -••-•                         | ミャ mya ••-•- •--                              | ミュ myu ••-•- -••--                            | ミョ myo ••-•- --                               |
| Y     | ヤ ya •--                           | (yi)                                | ユ yu -••--                         | (ye)                                | ヨ yo --                            |                                                 |                                                 |                                                 |
| R     | ラ ra •••                           | リ ri --•                           | ル ru -•--•                         | レ re ---                           | ロ ro •-•-                          | リャ rya --• •--                                | リュ ryu --• -••--                              | リョ ryo --• --                                 |
| W     | ワ wa -•-                           | ヰ (wi) •-••-                       | (wu)                                | ヱ (we) •--••                       | ヲ wo •---                          |                                                 |                                                 |                                                 |
|       |                                     |                                     |                                     |                                     |                                     |                                                 |                                                 |                                                 |
| *     | ン n •-•-•                          | 、 Comma •-•-•-                     | 、 Comma •-•-•-                     | 。 Full stop •-•-••                 | 。 Full stop •-•-••                 | Dakuten ゛ Diacritique ••                       | Handakuten ゜ Diacritique ••--•                 | Chōonpuー Long Vowel •--•-                      |
|       |                                     |                                     |                                     |                                     |                                     |                                                 |                                                 |                                                 |
|       | Diacritiques (gojūon with dakuten)  | Diacritiques (gojūon with dakuten)  | Diacritiques (gojūon with dakuten)  | Diacritiques (gojūon with dakuten)  | Diacritiques (gojūon with dakuten)  | Digraphs with diacritics (yōon with dakuten)    | Digraphs with diacritics (yōon with dakuten)    | Digraphs with diacritics (yōon with dakuten)    |
| a     | i                                   | u                                   | e                                   | o                                   | ya                                  | yu                                              | yo                                              |                                                 |
| G (K) | ガ ga •-•• ••                       | ギ gi -•-•• ••                      | グ gu •••- ••                       | ゲ ge -•-- ••                       | ゴ go ---- ••                       | ギャ gya -•-•• •• •--                           | ギュ gyu -•-•• •• -••--                         | ギョ gyo -•-•• •• --                            |
| Z (S) | ザ za -•-•- ••                      | ジ ji --•-• ••                      | ズ zu ---•- ••                      | ゼ ze •---• ••                      | ゾ zo ---• ••                       | ジャ ja --•-• •• •--                            | ジュ ju --•-• •• -••--                          | ジョ jo --•-• •• --                             |
| D (T) | ダ da -• ••                         | ヂ ji ••-• ••                       | ヅ zu •--• ••                       | デ de •-•-- ••                      | ド do ••-•• ••                      | ヂャ ja ••-• •• •--                             | ヂュ ju ••-• •• -••--                           | ヂョ jo ••-• •• --                              |
| B (H) | バ ba -••• ••                       | ビ bi --••- ••                      | ブ bu --•• ••                       | ベ be • ••                          | ボ bo -•• ••                        | ビャ bya --••- •• •--                           | ビュ byu --••- •• -••--                         | ビョ byo --••- •• --                            |
|       |                                     |                                     |                                     |                                     |                                     |                                                 |                                                 |                                                 |
|       | Diacritics (gojūon with handakuten) | Diacritics (gojūon with handakuten) | Diacritics (gojūon with handakuten) | Diacritics (gojūon with handakuten) | Diacritics (gojūon with handakuten) | Digraphs with diacritics (yōon with handakuten) | Digraphs with diacritics (yōon with handakuten) | Digraphs with diacritics (yōon with handakuten) |
| a     | i                                   | u                                   | e                                   | o                                   | ya                                  | yu                                              | yo                                              |                                                 |
| P (H) | パ pa -••• ••--•                    | ピ pi --•• ••--•-                   | プ pu --•• ••--•                    | ペ pe • ••--•                       | ポ po -•• ••--•                     | ピャ pya --••- ••--• •--                        | ピュ pyu --••- ••--• -••--                      | ピョ pyo --••- ••--• --                         |